# Herbert Druce
Herbert Druce (* 14. Juli 1846 in London; † 11. April 1913 ebenda) war ein britischer Schmetterlingskundler, der zahlreiche tropische Schmetterlinge sammelte und beschrieb.

## Leben und Wirken
Bereits als Schuljunge an Schmetterlingen interessiert, wurde Druce 1867 in die Royal Entomological Society, 1870 in die Zoological Society of London und 1872 in die Linnean Society of London gewählt. Von da an machte sich Druce einen Namen als eifriger Sammler und Beschreiber von tropischen Schmetterlingen. Er erforschte unter anderem die mittelamerikanischen Nachtfalter, über die er im dreibändigen Werk Biologia Centrali Americana von Frederick DuCane Godman und Osbert Salvin Beiträge verfasste. Daneben veröffentlichte er mehrere Monographien über Gattungen und beschrieb eine große Anzahl von neuen Arten in den Transactions of the Entomological Society of London, den Proceedings of the Zoological Society, dem Entomologist’s Monthly Magazine und in den Annals and Magazine of Natural History. 1885 und 1892 wurde er ins Gremium der Royal Entomological Society gewählt. Druce war ebenfalls Mitglied in der Royal Geographical Society. Druces umfangreiche Sammlungen wurden von Godman und Salvin erworben, bevor sie dem British Museum vermacht wurden. Sein Sohn Hamilton Herbert Charles James Druce (1868–1922) war ebenfalls ein bekannter Lepidopterologe.

## Dedikationsnamen
Nach Herbert Druce sind unter anderem folgende Gattungen und Taxa benannt: Drucina (1872 durch Arthur Gardiner Butler), Druceiella (1949 durch Pierre Viette), Charaxes druceanus (1869 durch Arthur Gardiner Butler) Parides anchises drucei (1874 durch Arthur Gardiner Butler), Milionia drucei (1883 durch Arthur Gardiner Butler), Acanthodica drucei (1889 durch Paul Dognin), Anaxita drucei (1893 durch Juan J. Rodriguez), Eumorpha drucei (1903 durch Karl Jordan und Walter Rothschild), Nyctemera drucei (1903 durch Charles Swinhoe), Pachygonidia drucei (1907 durch Karl Jordan und Walter Rothschild), Pachypasa drucei (1908 durch George Thomas Bethune-Baker), Hypocrita drucei (1910 durch William Schaus), Castniomera atymnius drucei (1911 durch William Schaus) sowie Katreus drucei (2002 durch Torben B. Larsen).

## Werke (Auswahl)
- Descriptions of new genera and species of Lepidoptera from Costa Rica. Cistula entomologica, 1 :S. 95–118 (mit Arthur Gardiner Butler), 1872
- Miscellaneous papers on Lepidoptera, extracted from various periodicals, Ausgaben 1–36, 1875
- A list of the collection of diurnal Lepidoptera made by Mr. J. J. Monteiro, in Angola, with descriptions of some new species, 1875
- Biologia centrali-americana; or, Contributions to the knowledge of the fauna and flora of Mexico and Central America. Insecta. Lepidoptera-Heterocera (mit Frederick DuCane Godman, Osbert Salvin und Baron Thomas de Grey Walsingham), 1881
- The story of the rear column of the Emin Pasha Relief Expedition (mit Frederick DuCane Godman, Richard Bowdler Sharpe, Osbert Salvin und Henry Walter Bates), 1891
- Descriptions of some new species of Heterocera from tropical America, 1899
- Descriptions of some new species of Heterocera from tropical South America, 1906
- On Neotropical Lycaenidae, with Descriptions of New Species. Proceedings of the Zoological Society of London :S. 566–632, Tafeln 31–36, 1907